# 索里亚诺-内尔奇米诺
索里亚诺-内尔奇米诺（義大利語：Soriano nel Cimino），是意大利拉齐奥大区维泰博省的一个市镇。总面积78.56平方公里，人口8720人，人口密度111.0人/平方公里（2009年）。ISTAT代码为056048。